# Lamares
Lamares is een plaats (freguesia) in de Portugese gemeente Vila Real en telt 419 inwoners (2001).